# Pietra di Modica
La pietra di Modica è una roccia calcarea estratta nella zona dei monti Iblei in Sicilia. Prende il nome dalla città di Modica.
Geologicamente si tratta di una roccia di origine sedimentaria, formatasi nel Miocene ed affiorante in banchi alti da 50 cm a 2–3 m.
Il materiale non viene estratto in miniere né a cielo aperto né in galleria, come invece avviene per la Pietra di Comiso, ma la si rinviene direttamente sotto uno strato di terra nella campagna della contea di Modica.
Presenta colori dominanti chiari ma notevolmente variabili anche a breve distanza negli stessi terreni, dal bianco-grigiastro al beige; esiste un detto tipico che dice: "la distanza si misura a metro la pietra si misura a pammu" (cioè palmo o larghezza della mano). Altra caratteristica della Pietra di Modica sono i colpi di matita, venature di quarzo perpendicolari alla strarificazione che, simili a rotture, danno un fascino particolare alla pietra.
La varietà di prima qualità prende il nome di Pietra di Modica Latina, è caratterizzata da una maggior presenza di quarzo che la rende più resistente e molto simile al marmo durante il processo di levigatura e lucidatura.
Tra i comuni difetti vi sono le parti in cui il calcare è alterato e si presenta giallo o più tenero, e i buchi o cacioffi, che rendono la pietra friabile, e devono essere mascherati con mastici o stucchi.
Oggi la Pietra di Modica viene richiesta da ogni parte del mondo e grazie alla sua richiesta sono stati fatti passi in avanti per la sua lavorazione diventata simile al marmo, quindi il suo utilizzo va sia all'interno che all'esterno.
Le sue finiture possono essere: levigata, lucida, anticata, sabbiata, bocciardata.
La Pietra di Modica viene spesso scambiata con la pietra di Ragusa, dal colore bianco usata come pietra "da frantoio" (per realizzare brecciolino da cemento o materiale da riempimento).